# Adamsia
Adamsia is een geslacht van zeeanemonen uit de klasse van de Anthozoa (bloemdieren).

## Soorten
- Adamsia fusca Milne Edwards, 1857
- Adamsia involvens McMurrich, 1893
- Adamsia obvolva Daly, Ardelean, Cha, Campbell & Fautin, 2004
- Adamsia palliata (Fabricius, 1779)
- Adamsia rondeletii (Delle Chiaje, 1822)
- Adamsia sociabilis Verrill, 1882